# Alopecosa albofasciata rufa
Alopecosa albofasciata là một phân loài nhện trong họ Lycosidae.
Loài này thuộc chi Alopecosa. Alopecosa albofasciata rufa được Pelegrin Franganillo-Balboa miêu tả năm 1918.

## Hình ảnh

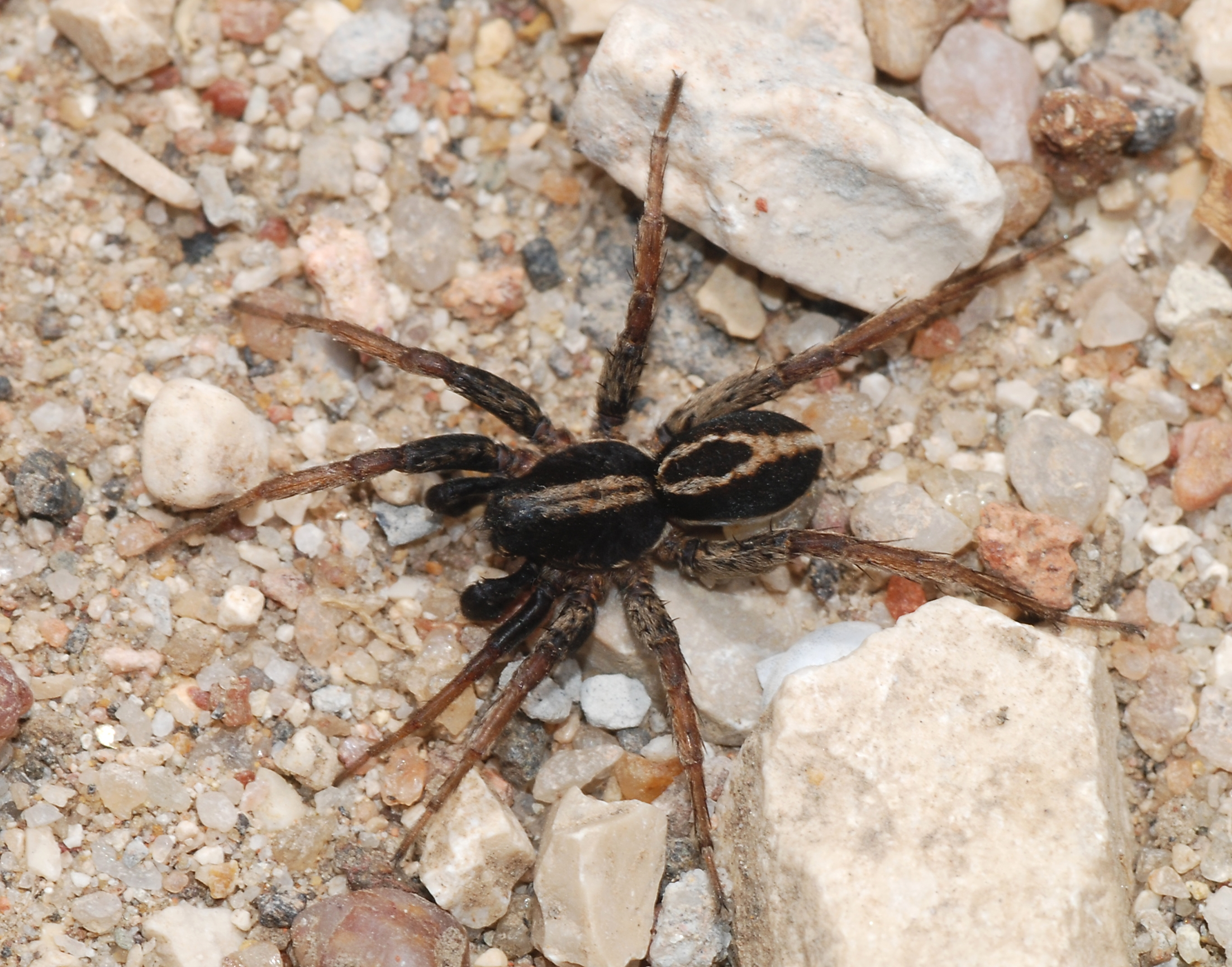